# Usumatlán
Usumatlán è un comune del Guatemala facente parte del dipartimento di Zacapa.